# لدلو (دائرة انتخابية في المملكة المتحدة)
لدلو  (بالإنجليزية: Ludlow)‏ هي إحدى الدوائر الانتخابية في المملكة المتحدة الممثلة في مجلس العموم في برلمان المملكة المتحدة.
عضو البرلمان الذي يمثلها حالياً هو :Mr Philip Dunne (Con).